# جيانغ تاو (لاعب كرة قدم)
جيانغ تاو (بالصينية: 江涛) هو لاعب كرة قدم صيني، ولد في 2 سبتمبر 1985 في جيلين في الصين، وتوفي في 10 مارس 2004 في Jurong Stadium ‏ في سنغافورة.